# Pondok Sayur
Pondok Sayur is een bestuurslaag in het regentschap Pematang Siantar van de provincie Noord-Sumatra, Indonesië. Pondok Sayur telt 5764 inwoners (volkstelling 2010).